# Sección IVB4

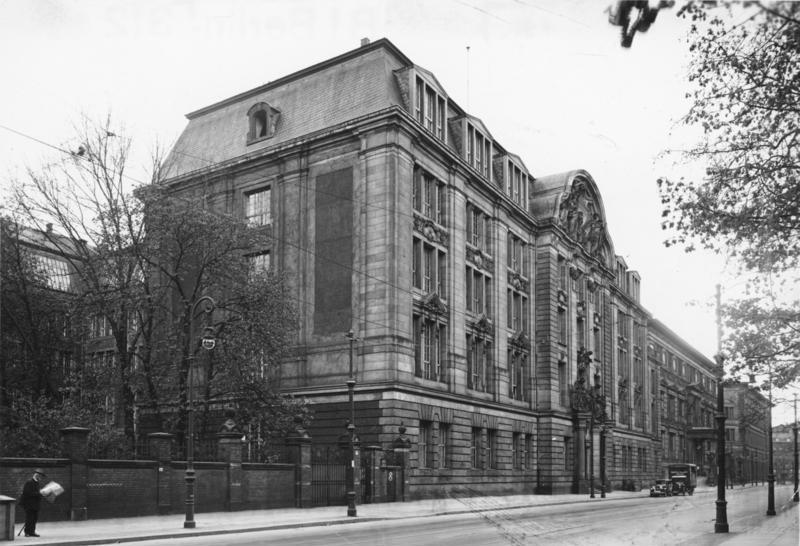
Cuartel General de la Gestapo en la antigua calle Prinz-Albrechtstraße, Berlín, donde funcionaba la Sección IVB4

La Sección IVB4 era una oficina o sección de la Gestapo, subordinada a su vez a la Oficina Central de Seguridad del Reich del Tercer Reich Alemán, que se ocupaba de los asuntos judíos y los relacionados con la evacuación; responsable de la ubicación y deportación de los judíos en todo el territorio ocupado durante la Segunda Guerra Mundial.

## Estructura organizativa
Esta oficina estuvo dirigida desde el principio por el SS Obersturmbannführer Adolf Eichmann y tuvo sus oficinas principales en la Prinz-Albrechtstrasße 8, Berlín. Su número telefónico era 25 9251.
Eichmann dividió esta Oficina en dos subsecciones:
- IVB4a: El jefe fue el Consultor Gubernamental Friedrich Suhr y después el Consultor Otto Hunsche, siendo su objetivo las hostilidades contra el Reich y el Pueblo alemán en asuntos jurídicos.

- IVB4b: El jefe fue Rolf Günther. Todos los delegados dependían de esta sección y eran supervisados por Günther.

En esta sección hubo, entre otros departamentos, los siguientes:
- Sección de Planificación y Horarios de Transporte, bajo la responsabilidad del SS Hauptsturmführer Franz Novak.
- Sección de Registro, bajo la supervisión del SS Untersturmführer Martin.
- Sección de Transporte, bajo el comando del SS Obersturmführer Josef Janisch.

## Delegados principales
La sección tuvo delegados y oficinas por toda Europa. Los principales fueron:
- Alois Brunner, asistente de Eichmann. Desde noviembre de 1939 hasta septiembre de 1944, Brunner dirigió las deportaciones de los judíos de Viena, Moravia, Tesalónica, España, Niza y Eslovaquia. Desapareció después de la guerra y fue condenado a muerte en ausencia en un juicio en París en 1954. Se le concedió asilo finalmente en Siria.

- Theodor Dannecker, quien dirigió la preparación de los listados de judíos franceses y españoles para la deportación en 1941 y que fue nombrado comisionado en Italia en 1944. Después de la guerra fue capturado por los americanos y se suicidó en un campo de prisioneros en mayo de 1945.

- Hans Günther, delegado en Bohemia-Moravia. Hermano mayor de Rolf Günther.

- Dieter Wisliceny, el introductor de la Estrella de David como distintivo de los judíos. Fue el responsable de la deportación y asesinato en masa de los judíos de Eslovaquia, Grecia y Hungría. Después de la guerra fue extraditado a Checoslovaquia, donde fue ejecutado en febrero de 1948.

- Hermann Alois Krumey, miembro de la Policía de Seguridad en Lodz. En 1944 fue enviado a Hungría para organizar la deportación de la comunidad judía húngara. Fue arrestado en Italia en 1945, y después de varios juicios fue sentenciado a cadena perpetua en 1969.

- Franz Novak, cuya función era la de coordinar los trenes desde cada país hacia los campos de concentración. Hasta 1961, Novak se ocultó en Austria. Juzgado por sus crímenes en 1964, fue sentenciado a 8 años de prisión, aunque el juicio fue anulado en 1966, siendo absuelto de los cargos y liberado.

- Gustav Richter, quien en abril de 1941 fue enviado a Rumania como asesor de Asuntos Judíos. Realizó el censo de los judíos de Rumania, planificando la deportación a guetos y la exterminación de cerca de 300.000 judíos en el campo de Belzec. Sus planes fracasaron cuando Rumania rompió las relaciones con Alemania. Fue sentenciado a 4 años de prisión en 1982.

- Wilhelm Zöpf, delegado de Eichmann en La Haya, responsable de los judíos de los Países Bajos.

- Heinz Rothke, destinado en Francia.

- Franz Abromeit, destinado en Croacia y Hungría.

- Otto Hunsche, destinado en Hungría.

- Siegfried Seidl, destinado en Hungría.

El SS Oberscharführer (brigada) Karl Silberbauer, quien detuvo a Anne Frank y su familia en agosto de 1944; trabajaba para la Sección IVB4 de la Gestapo en Holanda.

## El fin
La Sección IVB4 nunca tuvo disolución oficial, dado que la Oficina Central de Seguridad del Reich, de donde dependían las policías alemanas, fue desapareciendo del mapa a medida que los aliados avanzaban liberando los territorios de la Europa ocupada. Durante la primera quincena de abril de 1945, los funcionarios de la Oficina central en Berlín quemaron los archivos en las calles de los Ministerios y se integraron a la defensa de la ciudad contra el Ejército soviético que invadía Alemania para acabar con el Régimen Nazi.  
El 22 de abril de 1945, la oficina de la calle Kurfürsten resultó totalmente destruida tras un bombardeo norteamericano. Eichmann y sus delegados principales intentaron desplazarse hacia Austria, pero la mayoría escapó desde donde estaba, resultando algunos muertos, suicidados o llevados ante la justicia y mayormente ejecutados.
Adolf Eichmann fue capturado en Argentina en 1960 y llevado a juicio en Israel, desvelando una gran cantidad de detalles sobre el funcionamiento de la Sección IVB4, unidad responsable del traslado de los judíos hacia los campos de concentración para su posterior exterminio en las cámaras de gas, hornos crematorioso fusilamiento.